# Formación del Istmo de Panamá
Formación del Istmo de Panamá, un nuevo estudio tras una expedición lideradas por los científicos 
colombianos del Instituto Smithsonian de Investigaciones Tropicales Carlos Jaramillo y Camilo Montes, y publicadas en la revista científica Science en abril de 2015, reveló como la edad de los circones en un granito establecido en el Istmo de Panamá, databa de hace unos 13 o hasta 20 millones de años, el cual se creía que el istmo había cerrado hace 3 millones de años. Esta formación tuvo gran implicación sobre el origen y la evolución de la biodiversidad de la fauna y la flora tanto terrestre y marina.

## Otros Estudios
La revista Proceeding of the National Academy of Sciences (PNAS), por Christine Bacon, se basó en el análisis de ADN que data el inicio de vida terrestre en Panamá hace 23 millones de años. Son estudios distintos que hacen más sólida la teoría de la mayor vida del país y contradice la tesis del origen del istmo hace 3.5 millones de años establecida en la década de 1980 por Jeremy B.C. Jackson y Anthony Coates, declara Jaramillo. 

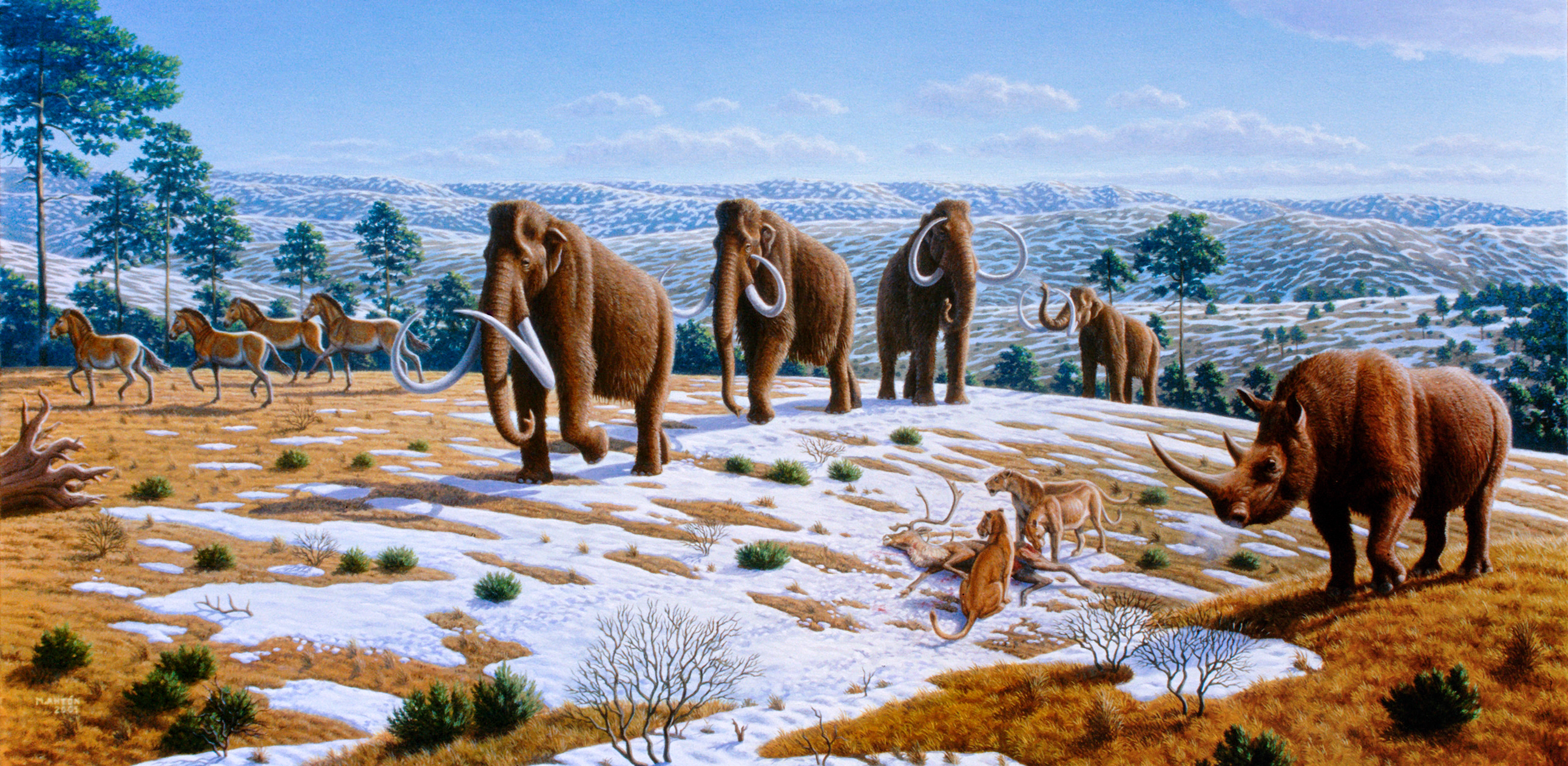
Fauna de la Edad del Hielo en el Pleistoceno tardío en el norte de España

Las tasas evolutivas de muchos organismos marinos separados por el istmo no enlazan con esa edad tan reciente, la unión de las dos masas de tierra, así como la interrupción de las aguas profundas y las corrientes tropicales, datan de más de 10 millones de años. Este afloramiento habría tenido consecuencias en el clima a nivel global, al dividir los dos océanos y producir una variación en las corrientes marinas, lo que podría haber generado las conocidas Eras de Hielo.

## Edad de Panamá

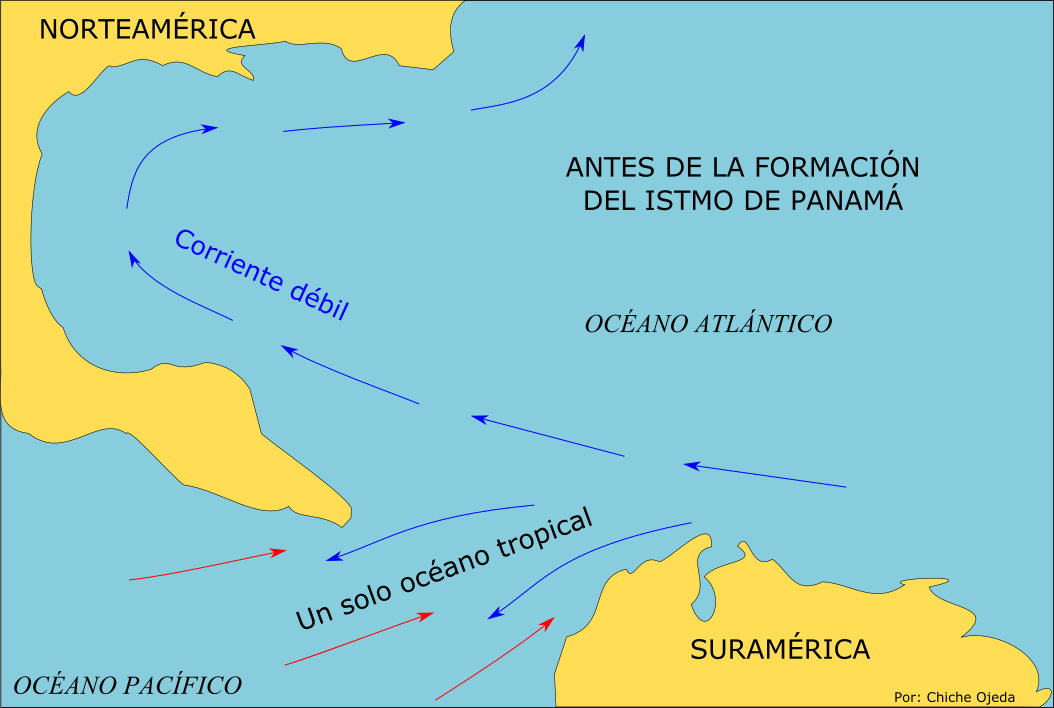
Antes de la formación del istmo de Panamá existía un solo océano tropical. esta vía marina centroamericana, era un cuerpo de agua que comunicaba el océano Atlántico con el océano Pacífico, que una vez separó Norteamérica de Suramérica.

34 millones de años atrás, a floró el territorio que hoy comprende la Península de Azuero y la zona  central. Fue la primera porción de tierra de Panamá, era como una gran isla, declara Jaramillo y Montes. Tiempo después entre los 22 y 23 millones de años, ya se había levantado la mayor parte de la superficie del istmo, sobre todo la parte norte, manteniéndose canales acuáticos efímeros que conectaban los océanos. Los animales arribaron al nuevo suelo y murieron, convirtiéndose en los primeros fósiles de especies terrestres del istmo, que actualmente demuestran la verdadera edad de Panamá.

### Conexión
El territorio de Panamá emergió del océano hace 22 o 23 millones de años, pero le costó entre 10 y 13 millones de años conectarse con el territorio de Colombia, para así vincularse América del Sur con América del Norte y dividir el Pacífico con el Atlántico, plantea Jaramillo. 
Para ese tiempo geológico, Panamá registró un afloramiento más alto de su territorio mientras que en Suramérica, el sistema de la Cordillera de los Andes empezó a moverse hacia el oeste y aumentó la velocidad del choque entre el Istmo y Colombia. El evento inició hace 13  millones de años y terminó con la división del paso acuático hace 10 millones de años, declara Jaramillo.

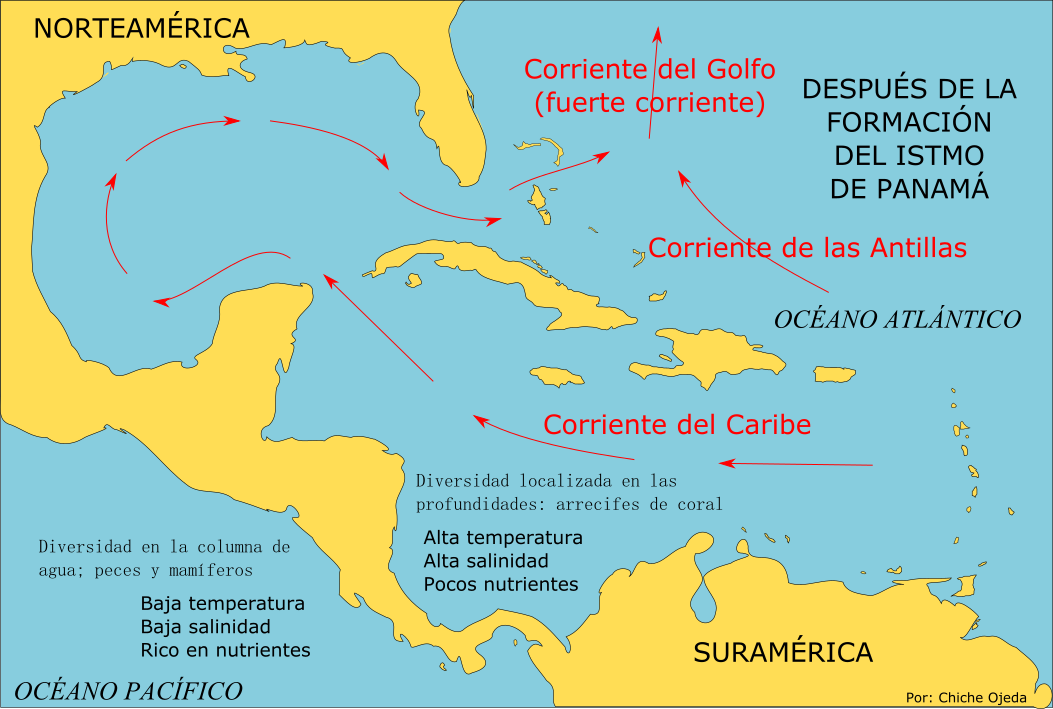
Después de la formación del istmo de Panamá, el Mar Caribe se convirtió en un mar cerrado, generando la corriente del Golfo con pocos movimientos de mareas y pocos nutrientes, además generó temperaturas más cálidas en el norte de Europa.

### Evidencias
Hay evidencias de actividad en el istmo desde hace 20 millones de años, este proceso consistió en la llegada de un arco volcánico (Panamá), al borde noroccidental de Suramérica. Primero hubo un cierre temprano por movimiento de las placas tectónicas, probablemente entre hace 20 y 15 millones de años, puesto que hay evidencia de fauna norteamericanas en el canal de Panamá. Luego, una vez el puente estuvo establecido, se rompe nuevamente y solo se cierra cuando el volcán del valle crece lo suficiente para llenar el canal interoceánico somero que se había establecido. El cierre total de los canales acuáticos poco profundos entre las aguas del Pacífico y el Atlántico se dio hace 3.5 millones de años.

## Intercambio
Una vez establecido la conexión por tierra, permitió el paso de animales y plantas entre América del Norte y del Sur. Se puso en marcha la migración de especies, pero el intercambio masivo de mamíferos no fue sino, mucho más tarde, aproximadamente 3 millones de años, aclara Jaramillo, una fecha reciente en términos de tiempos geológicos.
Otras especies de animales como anfibios, reptiles y plantas, migraron desde mucho antes, pero los mamíferos no lo hicieron, datos que sugieren que la ausencia o existencia de un puente no fue el factor que determinó el denominado Gran Intercambio Americano, fueron otros procesos. En aquel tiempo el Ártico comenzó a cubrirse de hielo permanente y empezaron las glaciaciones. Entonces, la comunidad científica piensa que el clima fue el responsable del cruce intenso de especies mamíferas. 

## Fronteras Geológicas
Los estudios también muestra que en realidad las fronteras geológicas entre Panamá y Colombia son muy diferentes a lo determinado por la geografía moderna: Cuando se conectaron Panamá y Colombia hace 10 millones de años, la parte oriente de Panamá que impactó Suramérica se desplazó hasta lo que hoy es el departamento de Chocó, en la parte occidental de la cordillera.  Fue este choque la que generó la curvatura de Panamá como hoy se conoce. Y las investigaciones de este evento muestran que la unión del suelo Panamá  y Colombia se sigue cerrando en la actualidad. No ha finalizado, de otra manera, el istmo, con un ancho de 50 km, modificó el clima del mundo.

## Interrogante y Controversia
Con un afloramiento más antiguo del istmo, Christine Bacon, del Instituto Smithsonian y del Departamento de Biología y Ciencias Ambientales de la Universidad de Gotemburgo, Suecia, y autora principal del artículo publicado en (PNAS), se pregunta cuál sería el mecanismo que explique la formación de los ciclos glaciales del Pleistoceno, durante los cuales el hemisferio norte estaba cubierto de hielo.
El cierre del istmo, con una fecha cercana a los 3 millones de años, ha sido usado como referencia en cerca de 2.000 estudios por la comunidad científica. En el año 2016 se publicó en la revista Science Advances un estudio, liderado por los científicos del mismo Instituto Smithsonian de Investigaciones Tropicales (Aaron O'Dea y colaboradores), que desmiente los resultados hechos por los colombianos y proponían, incluso, una nueva fecha para el cierre del istmo, hace 2.8 millones de años. Pero Jaramillo, Montes y colaboradores defendieron contundentemente sus resultados, demostrando por los datos de circones que cita O´Dea es mucho más antiguo. 